# ميلدريد هورن
ميلدريد هورن (بالإنجليزية: Mildred Horn)‏ هي كاتبة سيناريو أمريكية، ولدت في 1901، وتوفيت في 7 يونيو 1998.

## روابط خارجية
- ميلدريد هورن على موقع IMDb (الإنجليزية)
- ميلدريد هورن على موقع قاعدة بيانات الفيلم (الإنجليزية)